# Zadar Lufthavn
Zadar Lufthavn (IATA: ZAD, ICAO: LDZD) er en lufthavn i Kroatien. Den er beliggende i Zemunik Donji, 8 km øst for centrum af Zadar
I 2012 betjente lufthavnen 371.256 passagerer og havde 3.968 start- og landinger. Lavprisflyselskabet Ryanair har siden april 2013 haft base med to fly i Zadar.

## Historie
Lufthavnen blev grundlagt i 1968 og har siden været én af Kroatiens Luftvåbens (Hrvatsko ratno zrakoplovstvo i protuzračna obrana) baser. Her bliver blandt andet uddannet professionelle piloter, ligesom mange helikoptere er stationeret her. I Zadar har brandfly af typen Canadair CL-215 og Air Tractor AT-802 base. 
Under Krigen i Bosnien-Hercegovina blev lufthavnen fuldstændig ødelagt. Den blev efter Kroatiens selvstændighed genopbygget, og staten fik 55% ejerandel i lufthavnen. Zadar kommune fik 20%, byen Zadar fik 20%, og Zemunik Donji fik de sidste 5%.
Fra 2006 til 2007 steg passagertallet fra 65.423 til 119.449, og man opførte i 2007 derfor en ny terminal til at klare den stigende trafik. Året efter indviede man en ny VIP-terminal.
Indtil 2010 gik der en offentlig vej tvært over én af landingsbanerne.
Det irske lavprisflyselskab Ryanair udstationerede i april 2013 to Boeing 737-800 fly i Zadar, som skulle flyve til 16 europæiske destinationer, hvilket gjorde selskabet til lufthavnens største operatør.